# Cavonus bidens
Cavonus bidens är en skalbaggsart som beskrevs av Blackburn 1896. Cavonus bidens ingår i släktet Cavonus och familjen Dynastidae. Inga underarter finns listade.